# Olevsk
Olevsk (ukrainsk: Оле́вськ) er en by i Korosten rajon, Zjytomyr oblast, Ukraine.
Byen har 10.032 (2022) indbyggere.

## Historie
Olevsk blev første gang nævnt i 1488. I 1641 fik Olevsk byrettigheder (Magdeburgrettigheder) af den polske konge Vladislav 4. Vasa.
Senere blev det en by i Volhynisk guvernement i Det Russiske Kejserrige.
Under Anden Verdenskrig den 15. eller 21. november 1941 deltog medlemmer af Taras Bulba-Borovets der samarbejdede med den tyske myndigheder, med at føre mere end 500 jøder fra Olevsk til Varvarivka, hvor de blev myrdet. 

## Galleri
- Floden Ubort i Olevsk
- Olevsk jernbanestation
- Monument for Sankt Nikolaus
- Sankt Nikolaus Kirke